# باد أبيل
باد أبيل (بالإنجليزية: Bud Abell)‏؛ مواليد 21 ديسمبر 1940 في كانزاس سيتي، ميزوري، هو لاعب كرة قدم أمريكي.

## روابط خارجية
- باد أبيل على موقع مرجع كرة القدم المحترفة.كوم (الإنجليزية)